# Personale della All Japan Pro Wrestling
Il roster della All Japan Pro Wrestling è composto da lottatori dipendenti della AJPW (Heavyweight e Junior Heavyweight) e freelancers.
La AJPW collabora inoltre con la New Japan Pro-Wrestling, Pro Wrestling Noah e GLEAT.

## Roster

### Heavyweight

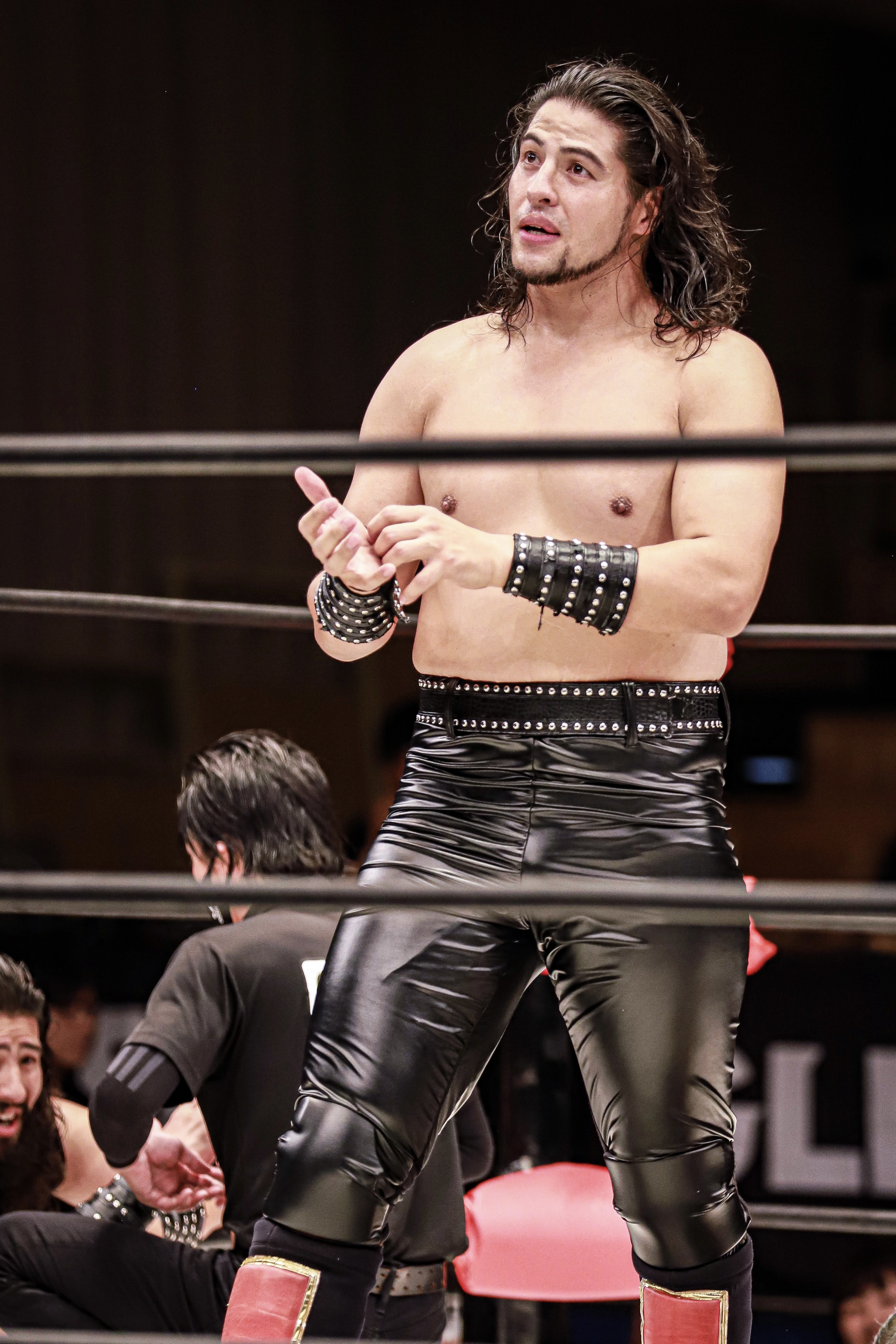
Jun Saito, Triple Crown Champion

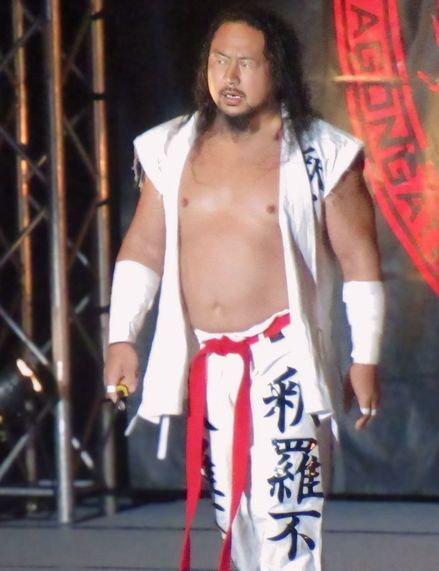
Takashi Yoshida, Gaora TV Champion

| Ring name            | Nome reale      | Affiliazione   | Note                                                |
| -------------------- | --------------- | -------------- | --------------------------------------------------- |
| Bodyguard            | Noboru Kurakawa | Hontai         |                                                     |
| Cyrus                | Cyrus McWorther | Hokuto Gun     |                                                     |
| Davey Boy Smith Jr.  | Harry Smith     |                |                                                     |
| Hideki Suzuki        | Hideki Suzuki   | Baka no Jidai  | World Tag Team Champion                             |
| Hokuto Omori         | Hokuto Omori    | Hokuto Gun     | AJPW TV Six Man Tag Team Champion                   |
| Jack Kennedy         |                 | Hokuto Gun     |                                                     |
| Jun Saito            | Jun Saito       | Saito Brothers | Triple Crown Heavyweight Champion                   |
| Kengo Mashimo        | Kengo Mashimo   |                | World Tag Team Champion                             |
| Kento Miyahara       | Kento Miyahara  | Hontai         |                                                     |
| Kuma Arashi          | Masaya Suzuki   | Hokuto Gun     | AJPW TV Six Man Tag Team Champion                   |
| Kuroshio TOKYO Japan | Sojiro Higuchi  |                |                                                     |
| Odyssey              | Omari Palmer    | Havoc          |                                                     |
| Rei Saito            | Rei Saito       | Saito Brothers |                                                     |
| Ren Ayabe            | Ren Ayabe       | Hontai         |                                                     |
| Riyuki Honda         | Riyuki Honda    | Hontai         |                                                     |
| Seigo Tachibana      | Seigo Tachibana | Baka no Jidai  |                                                     |
| Shotaro Ashino       | Shotaro Ashino  | Havoc          |                                                     |
| Suwama               | Kohei Suwama    | Baka no Jidai  |                                                     |
| Talos                |                 |                |                                                     |
| Takashi              | Takashi Yoshida | Hokuto Gun     | Gaora TV Champion AJPW TV Six Man Tag Team Champion |
| Yuko Miyamoto        | Yuko Miyamoto   | Baka no Jidai  |                                                     |
| Yuma Anzai           | Yuma Anzai      | Hontai         |                                                     |
| Yuma Aoyagi          | Yuma Aoyagi     | Baka no Jidai  | All Asia Tag Team Champion                          |
| Xyon                 | Daniel Vidot    | Havoc          |                                                     |

### Junior Heavyweight

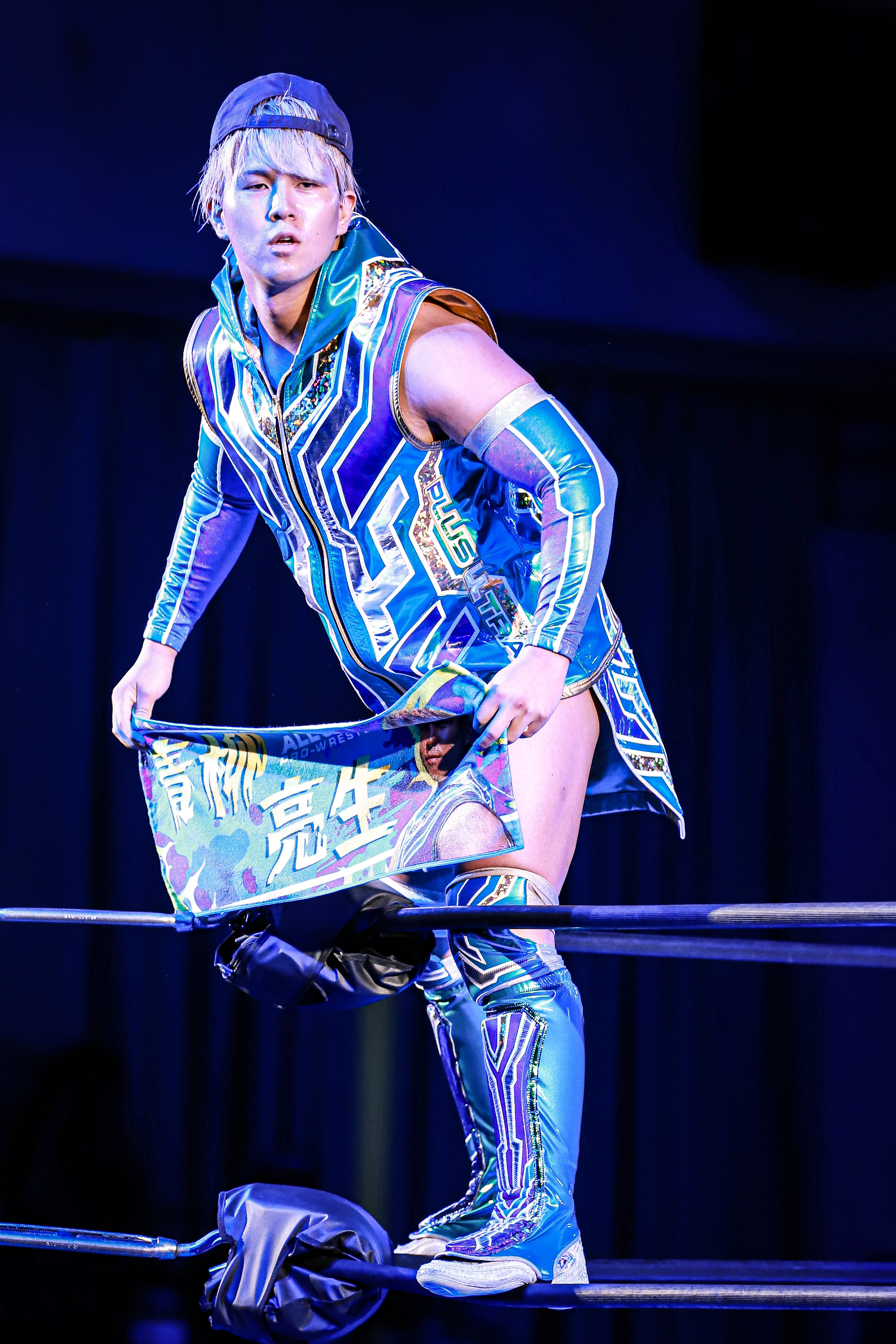
Atsuki Aoyagi, World Junior Heavyweight Champion

| Ring name      | Nome reale      | Affiliazione   | Note                                                         |
| -------------- | --------------- | -------------- | ------------------------------------------------------------ |
| Aizawa No.1    | Takayuki Aizawa | Hokuto Gun     |                                                              |
| Atsuki Aoyagi  | Atsuki Aoyagi   | Hontai         | World Junior Heavyweight Champion All Asia Tag Team Champion |
| Carbell Ito    | Kazumasa Ito    | Hontai         |                                                              |
| Dan Tamura     | Dan Tamura      | Hontai         |                                                              |
| Fuminori Abe   | Fuminori Abe    | Baka no Jidai  |                                                              |
| Hikaru Sato    | Hiroaki Sato    | Baka no Jidai  |                                                              |
| Masanobu Fuchi | Masanobu Fuchi  | Hontai         |                                                              |
| MUSASHI        | Daichi Sasaki   |                |                                                              |
| Naruki Doi     | Naruki Doi      | Saito Brothers |                                                              |
| Rising HAYATO  | Kubo Soto       | ELPIDA         |                                                              |
| Ryo Inoue      | Ryo Inoue       | Hontai         |                                                              |
| Ryuji Hijikata | Ryuji Hijikata  |                |                                                              |
| Seiki Yoshioka | Seiki Yoshioka  |                |                                                              |
| Senor Saito    | Kazuhiko Masada | Saito Brothers |                                                              |
| Taishin Nagao  | Taishin Nagao   |                |                                                              |

## Dirigenza
| Nome               | Ruolo                                        |
| ------------------ | -------------------------------------------- |
| Dory Funk Jr.      | Direttore della Pacific Wrestling Federation |
| Kazufumi Yoshimura | Chairman                                     |
| Mikio Sasahara     | Vice presidente esecutivo                    |
| Tsuyoki Fukuda     | Presidente                                   |

### Arbitri
| Nome               | Ruolo        |
| ------------------ | ------------ |
| Daisuke Kanbayashi |              |
| Kimitoshi Ogata    |              |
| Kyohei Wada        | Capo Arbitro |
| Nikkan Lee         |              |